# Kearney (Nebraska)
Pour les articles homonymes, voir Kearney.
Kearney est une ville américaine, siège du comté de Buffalo, dans le Nebraska. Sa population était en 2006 de 29 385 habitants. La ville se trouve au nord de la rivière Platte, le long de l'Interstate 80, à 200 km à l'ouest de Lincoln.

## Histoire
Kearney doit son nom à un fort nommé Fort Kearny d'après le général américain Stephen W. Kearny. Un postier maladroit se trompa dans l'écriture du nom de la ville, ajouta un « e » et finit par transformer le nom de la ville en Kearney.
C'est de cette ville qu'est parti le The Frontier Index, l'un des très nombreux journaux de la Conquête de l'Ouest, qui avait choisi d'adopter un profil itinérant, en suivant la construction du chemin de fer, s'installant de ville en ville pour être sûr de rester sur le « Frontière sauvage », près du télégraphe, des nouvelles fraîches et du chantier sur lequel travaille des milliers d'ouvriers.
Une partie de l'université du Nebraska se trouve à Kearney.